# 8302 Kazukin
8302 Kazukin (1995 CY) là một tiểu hành tinh vành đai chính được phát hiện ngày 3 tháng 2 năm 1995 bởi T. Kobayashi ở Oizumi.